# Deh Rawud (distrikt)
Deh Rawud är ett distrikt i Afghanistan. Det ligger i provinsen Uruzgan, i den centrala delen av landet, 400 kilometer sydväst om huvudstaden Kabul. Administrativ huvudort är Deh Rawud.
Distriktet beräknades år 2022 ha cirka 72 000 invånare.